# Antologia dels fets, les idees i els homes d'Occident
Antologia dels fets, les idees i els homes d'Occident, també coneguda com Antologia, va ser una revista catalana creada per difondre el pensament occidental en els diferents àmbits culturals, dirigida per Antoni Ribera i Jordà i editada conjuntament amb Josep Aldomà i Vergés. El primer número de la revista es publica en maig de 1947 i perdura fins a abril-maig de 1948 amb la revista núm. 12. La seva difusió es feia de manera privada i clandestina amb només 1.000 exemplars.
Publicada de forma mensual, el seu preu provisional era de 15 pessetes, però gràcies a la seva popularitat la revista núm. 2 ja es venia per 10 pessetes i amb una extensió de 12 planes més, unes 70 pàgines en total. Amb el pas del temps, el nombre de pàgines aniria en augment i el seu preu tornaria a pujar fins a 12 pessetes a partir del núm. 6 i fins a la seva desaparició.
La portada de cada número estava dissenyada amb un color diferent respecte als altres i des de gener de 1948, s'afegeix un logotip a l'última pàgina de la revista.
A la revista núm. 1 es van afegir aquestes paraules que, posteriorment, es trobarien el principi de tots els números de la revista: “Antologia aspira a omplir un buit en Ies lletres catalanes, aportant-hi tot el més representatiu del pensament occidental en literatura, art i ciències. Al mateix temps, aplegarà treballs inèdits d'escriptors i homes d'estudi de casa nostra, sobre temes d'interès general. Antologia vol ésser un esbarjós mirador, per on Catalunya pugui atalaiar Europa, amarant-se de veritable universalitat, a través de la qual afermarà i enrobustirà, pel contrast, la seva personalitat nacional. Publicarem també notes biogràfiques sobre homes representatius de casa nostra i de fora, junt amb pàgines de poesia, narracions curtes, amenitats i crítica bibliogràfica. Els treballs escrits en llengües romàniques es publicaran en llur versió original ; traduïts, els altres. Esperem que no ens mancarà el suport i la simpatia dels catalans, en mans dels quals encomanem el nostre modest intent.”
La revista és publicada en època franquista, on aquest tipus de publicacions en llengua catalana es feien en la clandestinitat, des de la Guerra Civil, ja que eren perseguides, jutjades i castigades – en alguns casos amb la mort dels seus creadors –. A més, moltes eren publicades des de l'estranger per evitar la censura.
El seu objectiu era, per una part, denunciar la situació imposada pel franquisme i, per l'altra, manifestar la presència d'una oposició dins del règim vigent. Eren de caràcter anarquista i marxista i servien com a testimoni per la prosperitat històrica.
La ‘llei de premsa totalitària’ no permetia un mercat lliure de la informació en l'Estat espanyol durant el franquisme. Això va produir que l'any 1966 només hi hagués una revista publicada íntegrament en català, la coneguda revista “Serra d'or”.

## Història
La revista recollia articles i treballs de diferents àmbits com la política, la literatura o les ciències, no tan sols nacionals sinó també de part de l'estranger, que en aquest cas eren traduïts. Es mostraven els treballs més il·lustres d'escriptors o figures destacades, entre ells el poeta Josep Carner
Cada número recollia, aproximadament, uns 20 articles de poca extensió, 3-5 pàgines màxim, que no seguien cap mena d'ordre ni estaven dividits per seccions temàtiques. En canvi, a partir de la revista núm. 3, s'inicia un concurs que consistia a escriure un conte o narració curta on el guanyador, a més de ser publicat el seu relat a la revista, rebia 200 pessetes de premi.
No hi ha cap constància de núm. monogràfics o d'edicions de suplements. Només ressalta la revista núm. 8 (desembre, 1947) per ser un especial de Nadal i any nou, enfocat al món poètic amb composicions de Joan Maragall, Josep Maria de Sagarra i Joan Salvat-Papasseit, entre d'altres.
També destaca un qüestionari que va fer la revista en el seu últim número. En ell es pregunta sobre la gestió i funcionament de la revista, sobre quin tipus d'articles volien llegir o quins canvis els afavoririen, canvis que no es van dur a terme perquè no es va poder fer cap altre número.
Antologia es publicava en format de llibre com un intent d'escapar de la censura, atès que el règim tolerava la publicació d'aquests i no pas la de la premsa.

## Final
Antologia dels fets, les idees i els homes d'occident va ser publicat tan sols durant un any, de 1947 a 1948, i després va quedar suspès el juliol de 1948. La seva suspensió va ser motivada per la policia franquista, ja que en aquella època, la postguerra espanyola, hi havia molta censura, especialment en produccions fetes en llengua no castellana.
No obstant això, el director Antoni Ribera va crear, un temps després, una revista anomenada Occident, on van aparèixer 6 números de l'antiga Antologia, com una mena de resurrecció de la revista, entre 1949 i 1950.

## Directors, redactors i col·laboradors
| Nom i cognoms | Data de duració       |
| ------------- | --------------------- |
| Antoni Ribera | Maig 1947 – Maig 1948 |

| Nom i cognom               | Núm. de la revista on va participar |
| -------------------------- | ----------------------------------- |
| Josep Pous i Pagès         | 1 / 2 / 10                          |
| Antoni Ribera              | 1 / 2 / 3 / 4 / 5 / 7               |
| Jordi d'Urgell             | 1 / 2 / 3 / 4                       |
| Jacint Vergés              | 1/ 2 / 3 / 4                        |
| Arnau de Ribesalbes        | 1 / 2 / 3 / 5 / 7 / 9               |
| Vicenç Borrell             | 2 / 5 / 8                           |
| Loïs Alibèrt               | 3 / 4 / 5 / 6                       |
| J. Esteva i Vilarrasa      | 3 / 5 / 7 / 9 / 11 / 12             |
| Joan Calsina               | 3 / 6 / 10 / 12                     |
| Eduard Artells             | 3 / 4 / 8                           |
| Delfí Dalmau ("Poli Glot") | 5 / 6 / 7 / 8 / 9 / 10 / 11 / 12    |
| Lluís Soler                | 5 / 6 / 7                           |
| Eduard A. Coma             | 5 / 7 / 8                           |
| Vicente de Artadi          | 6 / 10 / 11                         |
| L. Gassó i Carbonell       | 6 / 8 / 9                           |

| Nom i cognom            | Núm. de la revista on va participar |
| ----------------------- | ----------------------------------- |
| Josep Mª Colomer        | 1 / 6                               |
| Alfred Badia            | 1 / 7                               |
| B. Xifré Morros         | 3 / 5                               |
| Ramon Bech              | 3 / 11                              |
| A. Oriol i Anguera      | 3 / 5                               |
| Ferran Planes i Vilella | 5 / 9                               |
| Josep Maria de Sucre    | 5 / 9                               |
| Joan Triadú             | 6 / 8                               |
| Miquel Saperas          | 6 / 12                              |
| J. Grases               | 8 / 10                              |
| Josep Carner            | 6 / 8                               |
| J. Amat-Piniella        | 7 / 8                               |
| Agustí Bartra           | 8 / 11                              |

(Hi va haver d'altres autors que van participar-hi un sol cop)